# 컴퓨터월드
컴퓨터월드(Computerworld, CW로 약칭)는 2014년에 "디지털화"된 수십 년 된 전문 간행물이다. 대상은 정보 기술(IT) 및 비즈니스 기술 전문가이며 출판 웹 사이트 및 디지털 잡지를 통해 사용할 수 있다.
1970년대부터 1980년대까지 매주 발행되는 컴퓨터월드는 데이터 처리 업계에서 업계를 선도하는 간행물이었다. 부수와 수익을 기준으로 모든 업계에서 가장 성공적인 무역 간행물 중 하나였다. 1980년대 후반에 지배적인 지위를 잃기 시작했다.
동일하거나 유사한 이름으로 전 세계 여러 국가에서 출판된다. 컴퓨터월드의 각 국가 버전은 원본 콘텐츠를 포함하며 독립적으로 관리된다. 컴퓨터월드 US의 모회사는 IDG 커뮤니케이션스이다.